# Oxyrhachis gubernaculata
Oxyrhachis gubernaculata är en insektsart som beskrevs av Capener 1962. Oxyrhachis gubernaculata ingår i släktet Oxyrhachis och familjen hornstritar. Inga underarter finns listade i Catalogue of Life.